# Gymnetis lanius
Gymnetis lanius är en skalbaggsart som beskrevs av Carl von Linné 1766. Gymnetis lanius ingår i släktet Gymnetis och familjen Cetoniidae.

## Underarter
Arten delas in i följande underarter:
- G. l. sternalis
- G. l. rudolphi
- G. l. guadalupiensis
- G. l. burmeisteri